# Eira, Helsingfors

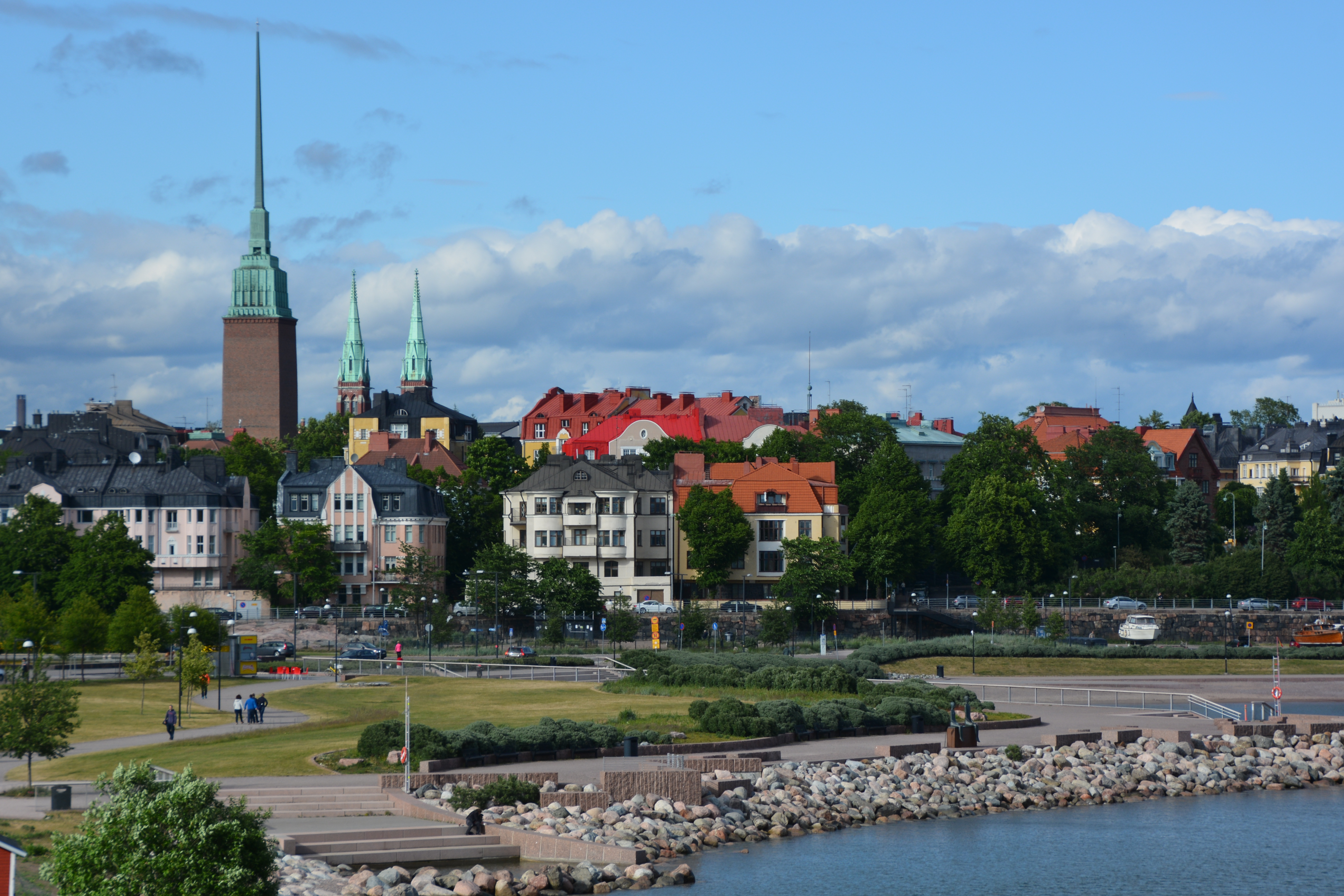
Eira sett från Ärtholmen

Eira (finska: Eira) är en stadsdel i Helsingfors i Finland. Den ligger i södra centrala Helsingfors nära vattnet. Många hus i Eira är ritade av arkitekten Lars Sonck, av vilka det mest kända är Eira sjukhus som blev färdigt 1905. Eira är känd för att vara en förmögen stadsdel och för sina jugendbyggnader. Många länder har placerat sina ambassader i stadsdelen. 
Stadsdelen fick sitt namn efter Eira sjukhus, vilket i sin tur fått sitt namn efter Eira sjukhus i Stockholm.[källa behövs] Eira är i sin tur det svenska namnet på den fornnordiska läkekonstens gudinna Eir.

## Stadsdelens historia

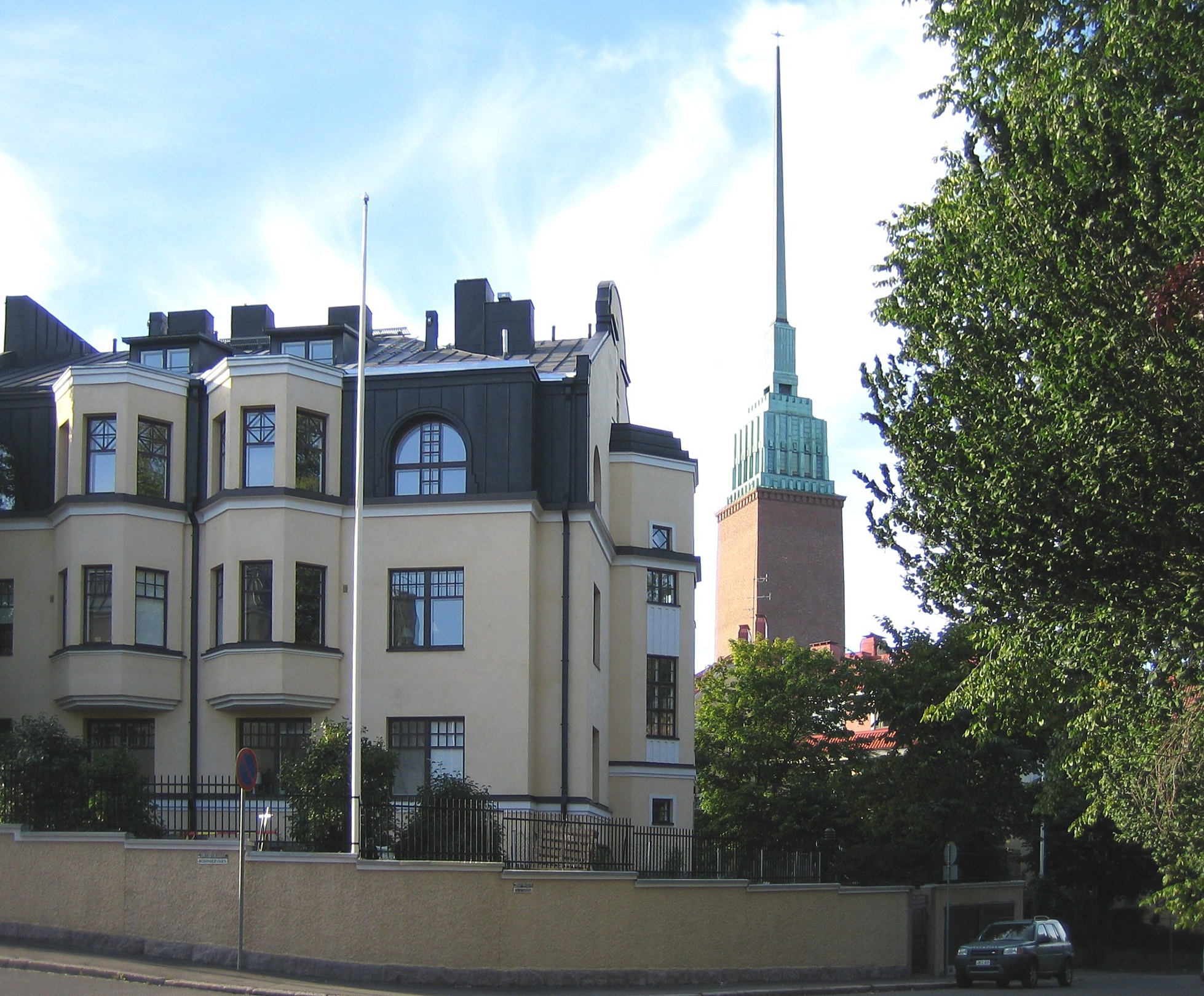
Gatubild från Eira med Mikael Agricola-kyrkan i bakgrunden (kyrkan ligger norr om Eira)

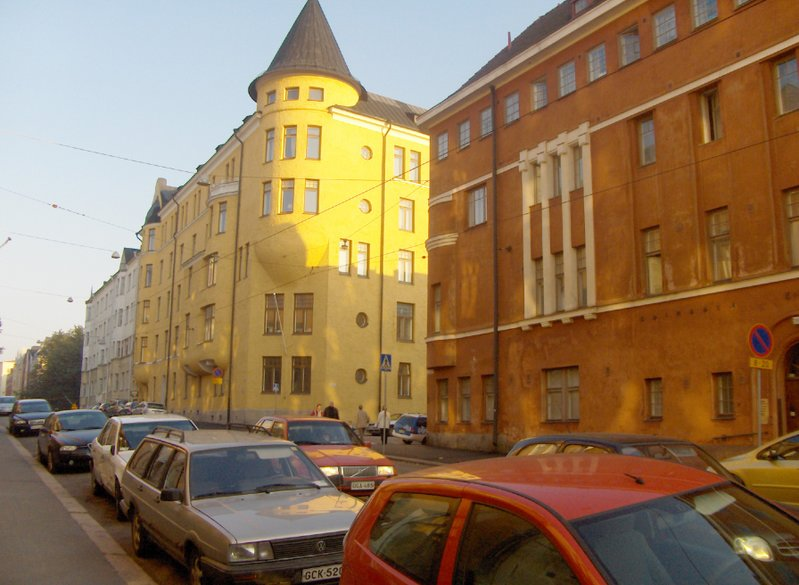
Jugendbyggnader i Ulrikasborg, nära Eira

Eira är Helsingfors 6:e stadsdel och skapades i slutet på 1800-talet och i början på 1900-talet i samklang med dåtidens förhärskande trästadsteorier och den österrikiske arkitekten Camillo Sittes stadsbyggnadsteorier.
År 1905 presenterade arkitekterna Lars Sonck, Bertel Jung och Armas Lindgren sitt eget detaljplaneförslag över området, på basis av detta kom stadsingenjören W.O. Lille att skapa en ny detaljplan som godkändes 1908. Den största delen av byggnaderna färdigställdes innan första världskriget, under åren 1910-1914. Eftersom hela stadsdelen byggdes så gott som samtidigt kom området att få en arkitektonisk jugendform. Stadsdelen kompletterades ända fram till 1920-talet, och då mera i klassisistisk stil, men har kompletterats även senare.  
Ursprungligen var det tänkt att man skulle skapa en stadsdel med villabebyggelse, där en- och tvåfamiljshus placerades på tomterna. Istället genomfördes planen så att mindre våningshus uppfördes, men ändå bibehöll man villatanken. Under ungefär tio års tid skapades en stadsdel som är speciell för staden. De ursprungliga byggnaderna har bestått fram till idag, med några få undantag. Alla byggnader är inte arkitektoniskt betydelsefulla, men de osedvanliga byggnaderna samt gatunätverket gör stadsdelen till en trivsam, personlig och intim helhet.
Stadsdelen Eira anses vara arkitektoniskt och kulturhistoriskt värdefull och har skyddats i detaljplaneringen från år 1976. Stadsdelen är idag 8,7 ha stor och har 76 byggnader. Invånarantalet i början på 2004 uppgick till 1 046 personer.

## Trafikförbindelser till och från Eira
Helsingfors stads trafikverk
- spårvagnslinje 1A (Eira - Berghäll - Kottby)
- spårvagnslinje 3B (Djurgården - Tölö - Eira - Berghäll - Djurgården)
- spårvagnslinje 3T (Djurgården - Berghäll - Eira - Tölö - Djurgården)

- buss 14  (Eira - Smedjebacka)
- buss 14B (Ärtholmen - Mejlans kliniker)